# 三角肌
三角肌（拉丁語：musculus deltoideus），俗稱“大頭肌”，圍繞著肩膀連接的肩胛骨、鎖骨及肱骨，肩部和上臂的大多數運動都離不開三角肌，它使肩膀堅固，並使手臂可以作出多方向的運動。
需要強大三角肌力量的運動包括籃球和拳擊，此類型的運動員的三角肌平均比一般人發達。

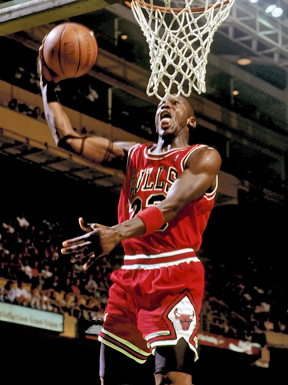
攝於麥可·喬丹巔峰時期，他的三角肌異常發達，呈渾圓狀。

疫苗或藥物的肌肉注射也常打在三角肌。

## 資料來源
人體學習百科 貓頭鷹出版社
ISBN 957-9684-11-1

## 外部連結
- 解剖學(Anatomy)-肌肉(muscle)-Deltoid muscle(三角肌)（页面存档备份，存于）